# Prokuratura Europejska
Prokuratura Europejska (ang. European Public Prosecutor’s Office, EPPO) – samodzielna jednostka organizacyjna Unii Europejskiej posiadająca osobowość prawną, powołana przez członków Wspólnoty na podstawie mechanizmu wzmocnionej współpracy. Jej zadaniem jest prowadzenie dochodzeń w przestępstwach przeciwko budżetowi UE i oszustw w zakresie podatku VAT; funkcjonuje od 2021 roku.

## Historia
W 2007 roku komisarz Franco Frattini zapowiedział powołanie Prokuratury Europejskiej na podstawie traktatu lizbońskiego.
Struktura powstała na mocy rozporządzenia (UE) 2017/1939 z 12 października 2017. Na pierwszego prokuratora generalnego wybrano Laurę Kövesi; urząd pod jej kierownictwem rozpoczął działalność 1 czerwca 2021.

## Podstawa prawna
Nowa struktura Unii przewidziana jest w art. 86 Traktatu o funkcjonowaniu Unii Europejskiej:
1. W celu zwalczania przestępstw przeciwko interesom finansowym Unii Rada, stanowiąc w drodze rozporządzeń zgodnie ze specjalną procedurą prawodawczą, może ustanowić Prokuraturę Europejską w oparciu o Eurojust. Rada stanowi jednomyślnie po uzyskaniu zgody Parlamentu Europejskiego.
W przypadku braku jednomyślności grupa co najmniej dziewięciu Państw Członkowskich może wystąpić z wnioskiem o przekazanie projektu rozporządzenia Radzie Europejskiej. W takim przypadku procedura w Radzie zostaje zawieszona. Po przeprowadzeniu dyskusji i w przypadku konsensusu Rada Europejska, w terminie czterech miesięcy od takiego zawieszenia, odsyła projekt Radzie do przyjęcia.
W takim samym terminie, w przypadku braku porozumienia i w sytuacji gdy co najmniej dziewięć Państw Członkowskich pragnie ustanowić wzmocnioną współpracę na podstawie danego projektu rozporządzenia, informują one o tym Parlament Europejski, Radę i Komisję. W takim przypadku uznaje się, że upoważnienie do podjęcia wzmocnionej współpracy, o którym mowa w artykule 10 ustęp 2 Traktatu o Unii Europejskiej i w artykule 280d ustęp 1 niniejszego Traktatu, zostało udzielone i stosuje się postanowienia w sprawie wzmocnionej współpracy.
2. Prokuratura Europejska jest właściwa do spraw dochodzenia, ścigania i stawiania przed sądem, w stosownych przypadkach w powiązaniu z Europolem, sprawców i współsprawców przestępstw przeciwko interesom finansowym Unii, określonych w rozporządzeniu przewidzianym w ustępie 1. Prokuratura Europejska jest właściwa do wnoszenia przed właściwe sądy Państw Członkowskich publicznego oskarżenia w odniesieniu do tych przestępstw.
3. Rozporządzenia, o których mowa w ustępie 1, określają statut Prokuratury Europejskiej, warunki wypełniania jej funkcji, zasady proceduralne mające zastosowanie do jej działań, jak również zasady dopuszczalności dowodów oraz zasady sądowej kontroli czynności procesowych podjętych przez nią przy wypełnianiu jej funkcji.
4. Rada Europejska może, jednocześnie lub później, przyjąć decyzję zmieniającą ustęp 1 w celu rozszerzenia uprawnień Prokuratury Europejskiej na zwalczanie poważnej przestępczości o wymiarze transgranicznym oraz odpowiednio zmieniającą w związku z tym ustęp 2 w odniesieniu do sprawców i współsprawców poważnych przestępstw dotykających więcej niż jedno Państwo Członkowskie. Rada Europejska stanowi jednomyślnie po uzyskaniu zgody Parlamentu Europejskiego i po konsultacji z Komisją.

## Personel
W EPPO służy po jednym prokuratorze z każdego uczestniczącego państwa; współpracują z nimi europejscy prokuratorzy delegowani, działający na terytorium swoich macierzystych państw. Oprócz prokuratorów, Prokuratura Europejska zatrudnia też innych pracowników (łącznie 130 w momencie uruchomienia).

### Lista prokuratorów generalnych
- Laura Codruţa Kövesi (od 1 czerwca 2021)

## Członkowie
Uczestniczące państwa członkowskie UE
     Nieuczestniczące państwa członkowskie UE

Uczestniczące państwa członkowskie UE
Nieuczestniczące państwa członkowskie UE

W Prokuraturze Europejskiej uczestniczą: Austria, Belgia, Bułgaria, Chorwacja, Cypr, Czechy, Estonia, Finlandia, Francja, Grecja, Hiszpania, Holandia, Litwa, Luksemburg, Łotwa, Malta, Niemcy, Polska, Portugalia, Rumunia, Słowacja, Słowenia, Szwecja, Włochy. Trzy kraje Unii pozostają poza strukturami Prokuratury Europejskiej, przy czym Węgry są obecnie jedynym krajem czyniącym tak z własnego wyboru, natomiast Dania i Irlandia są prawnie pozbawione możliwości przystąpienia, ponieważ nie uczestniczą w przestrzeni wolności, bezpieczeństwa i sprawiedliwości UE.

### Przystąpienie Polski do Prokuratury Europejskiej
13 grudnia 2023 roku Minister Sprawiedliwości Adam Bodnar złożył wniosek do premiera Donalda Tuska o przystąpienie Polski do Prokuratury Europejskiej. 27 grudnia Rada Ministrów na posiedzeniu przyjęła wniosek Ministra Sprawiedliwości o przystąpieniu Polski do Prokuratury Europejskiej.
29 lutego 2024 roku Komisja Europejska przyjęła decyzję potwierdzającą udział Polski w Prokuraturze Europejskiej.